# Vaarbjerg (Sydslesvig)
Vaarbjerg (dansk) eller Wahrberg (tysk) er en bakke og husgruppe ved kysten i det nordlige Angel i Sydslesvig. Bakken er beliggende mellem Bogholm og Bogholmvig ved Flensborg Yderfjord overfor halvøen Broager. Administrativt hører området under Lyksborg Kommune, i kirkelig og historisk henseende under Munkbrarup Sogn. Det sydligere beliggende Bogholmsvig hører under Munkbrarup Kommune.
Vaarbjerg blev første gang nævnt 1705. Stednavnet er afledt af hhv. oldnordisk vǫrðr og gammeldansk warth for en vagt eller en vagtpost (sml. oldnordisk vara for iagtage). På dansk findes også formen Varbjerg. På sønderjysk (angeldansk) udtales navnet Vårbjerre. Den har samme oprindelse som Vaarbjerg på Als. Stedet bliver i kilderne beskrevet som observationspost mod sørøvere. Ved bakken findes i dag en golfbane.